# Marija Stadnik
Marija Stadnik, född den 3 juni 1988 i Lvov, Ukrainska SSR, Sovjetunionen, är en azerbajdzjansk brottare som tog OS-brons i flugviktsbrottning i fristilsklassen 2008 i Peking. Hon tog också silver i samma viktklass vid olympiska sommarspelen 2012 och 2016.